# Djedefra in quarzite (E 12626)
La testa di Djedefra (E 12626) in quarzite è il frammento di un'antica statua egizia del faraone Djedefra (2566–2558 a.C. circa) della IV dinastia, successore di Cheope e predecessore di Chefren. A giudicare dal profilo del taglio della testa, la statua completa doveva essere una sfinge.
Djedefra ebbe un regno breve ed è poco conosciuto; non fece edificare la propria piramide nella piana di Giza, nei pressi di quella di Cheope, ma diversi chilometri più a nord, ad Abu Rawash. Quando fu scoperta dall'Institut français d'archéologie orientale, all'inizio del XX secolo, questa testa giaceva in mezzo a innumerevoli calcinacci e frammenti scultorei fra le rovine del tempio funerario annesso alla piramide di Djedefra.
È possibile che il reperto non sia un ritratto fedele del sovrano, anche se l'individualità dei tratti somatici emerge con decisione: le sopracciglia dritte e quasi lineari, gli zigomi definiti, lo sguardo piuttosto espressivo e indulgente e il mento sfuggente sono comuni a tutte le immagini note del faraone. Djedefra indossa un capricapo nemes liscio la rottura del quale, dietro al collo, suggerisce che doveva aderire alla schiena di un leone adagiato: si è quindi concluso che la statua intera fosse una sfinge. Le sfingi ascrivibili al regno di Djedefra sarebbero fra le più antiche della storia egizia: la Grande Sfinge di Giza è generalmente attribuita al regno di Chefren, fratello e successore di Djedefra.